# X Coronae Australis
X Coronae Australis är en halvregelbunden variabel (SRB) i stjärnbilden Södra kronan.
Stjärnan har visuell magnitud +10,02 med uppmätta ljusvariationer i en amplitud av 0,37 magnituder och en period av ungefär 324 dygn.